# Levo-Patamo
Levo-Patamo är en sjö i Sommarnäs i Somero i landskapet Egentliga Finland i Finland. Sjön ligger 107,3 meter över havet. Arean är 33 hektar och strandlinjen är 5,23 kilometer lång. Sjön  ingår i Karisåns huvudavrinningsområde.   Den ligger omkring 88 kilometer öster om Åbo och omkring 74 kilometer nordväst om Helsingfors. 